# Tyron Woodley
Tyron Lakent Woodley, född 17 april 1982 i Ferguson, är en amerikansk MMA-utövare som 2013-2021 tävlade i organisationen Ultimate Fighting Championship där han mellan juli 2016 och mars 2019 var mästare i weltervikt.

## Tävlingsfacit
| Resultat | Facit  | Motståndare      | Metod                    | Evenemang                                          | Datum             | Rond | Tid  | Plats                    | Notering                        |
| -------- | ------ | ---------------- | ------------------------ | -------------------------------------------------- | ----------------- | ---- | ---- | ------------------------ | ------------------------------- |
| Vinst    | 1–0    | Steve Schneider  | Submission (slag)        | HP: The Patriot Act                                | 7 februari 2009   | 1    | 1:09 | Columbia, MI, USA        |                                 |
| Vinst    | 2–0    | Jeff Carstens    | Submission (rear-naked)  | RIE 2: Brotherly Love Brawl                        | 30 april 2009     | 1    | 0:48 | Oaks, PA, USA            |                                 |
| Vinst    | 3–0    | Salvador Woods   | Submission (D’Arce)      | Strikeforce: Lawler vs. Shields                    | 6 juni 2009       | 1    | 4:20 | Saint Louis, MI, USA     |                                 |
| Vinst    | 4–0    | Zach Light       | Submission (armbar)      | Strikeforce Challengers 3: Kennedy vs. Cummings    | 25 september 2009 | 2    | 3:38 | Bixby, OK, USA           |                                 |
| Vinst    | 5–0    | Rudy Bears       | Submission (armtriangel) | Strikeforce Challengers 5: Woodley vs. Bears       | 20 november 2009  | 1    | 2:52 | Kansas City, KS, USA     |                                 |
| Vinst    | 6–0    | Nathan Coy       | Domslut (delat)          | Strikeforce Challengers 8: Lindland vs. Casey      | 21 maj 2010       | 3    | 5:00 | Portland, OR, USA        |                                 |
| Vinst    | 7–0    | André Galvão     | KO (slag)                | Strikeforce: Diaz vs. Noons 2                      | 9 oktober 2010    | 1    | 1:48 | San Jose, CA, USA        |                                 |
| Vinst    | 8–0    | Tarec Saffiedine | Domslut (enhälligt)      | Strikeforce Challengers 13: Woodley vs. Saffiedine | 7 januari 2011    | 3    | 5:00 | Nashville, TN, USA       |                                 |
| Vinst    | 9–0    | Paul Daley       | Domslut (enhälligt)      | Strikeforce: Fedor vs. Henderson                   | 30 juli 2011      | 3    | 5:00 | Hoffman Estates, IL, USA |                                 |
| Vinst    | 10–0   | Jordan Mein      | Domslut (delat)          | Strikeforce: Rockhold vs. Jardine                  | 7 januari 2012    | 3    | 5:00 | Las Vegas, NV, USA       |                                 |
| Förlust  | 10–1   | Nate Marquardt   | KO (armbågar och slag)   | Strikeforce: Rockhold vs. Kennedy                  | 14 juli 2012      | 4    | 1:39 | Portland, OR, USA        | Titelmatch i weltervikt.        |
| Vinst    | 11–1   | Jay Hieron       | KO (slag)                | UFC 156                                            | 2 februari 2013   | 1    | 0:36 | Las Vegas, NV, USA       |                                 |
| Förlust  | 11–2   | Jake Shields     | Domslut (delat)          | UFC 161                                            | 15 juni 2013      | 3    | 5:00 | Winnipeg, Kanada         |                                 |
| Vinst    | 12–2   | Josh Koscheck    | KO (slag)                | UFC 167                                            | 16 november 2013  | 1    | 4:38 | Las Vegas, NV, USA       |                                 |
| Vinst    | 13–2   | Carlos Condit    | TKO (skada)              | UFC 171                                            | 15 mars 2014      | 2    | 2:00 | Dallas, TX, USA          |                                 |
| Förlust  | 13–3   | Rory MacDonald   | Domslut (enhälligt)      | UFC 174                                            | 14 juni 2014      | 3    | 5:00 | Vancouver, Kanada        |                                 |
| Vinst    | 14–3   | Kim Dong-Hyun    | TKO (slag)               | UFC Fight Night: Bisping vs. Le                    | 23 augusti 2014   | 1    | 1:01 | Macao, Kina              |                                 |
| Vinst    | 15–3   | Kelvin Gastelum  | Domslut (delat)          | UFC 183                                            | 31 januari 2015   | 3    | 5:00 | Las Vegas, NV, USA       |                                 |
| Vinst    | 16–3   | Robbie Lawler    | KO (slag)                | UFC 201                                            | 30 juli 2016      | 1    | 2:12 | Atlanta, GA, USA         | Blev UFC-mästare i weltervikt.  |
| Oavgjort | 16–3–1 | Stephen Thompson | Oavgjort (majoritet)     | UFC 205                                            | 12 november 2016  | 5    | 5:00 | New York, NY, USA        | Försvarade titeln i weltervikt. |
| Vinst    | 17–3–1 | Stephen Thompson | Domslut (majoritet)      | UFC 209                                            | 4 mars 2017       | 5    | 5:00 | Las Vegas, NV, USA       | Försvarade titeln i weltervikt. |
| Vinst    | 18–3–1 | Demian Maia      | Domslut (enhälligt)      | UFC 214                                            | 29 juli 2017      | 5    | 5:00 | Anaheim, CA, USA         | Försvarade titeln i weltervikt. |
| Vinst    | 19–3–1 | Darren Till      | Submission (D’Arce)      | UFC 228                                            | 8 september 2018  | 2    | 4:19 | Dallas, TX, USA          | Försvarade titeln i weltervikt. |
| Förlust  | 19–4–1 | Kamaru Usman     | Domslut (enhälligt)      | UFC 235                                            | 27 mars 2019      | 5    | 5:00 | Las Vegas, NV, USA       | Förlorade titeln i weltervikt.  |
| Förlust  | 19–5–1 | Gilbert Burns    | Domslut (enhälligt)      | UFC Fight Night: Woodley vs. Burns                 | 30 maj 2020       | 5    | 5:00 | Las Vegas, NV, USA       |                                 |
| Förlust  | 19–6–1 | Colby Covington  | TKO (skada)              | UFC Fight Night: Covington vs. Woodley             | 19 september 2020 | 5    | 1:19 | Las Vegas, NV, USA       |                                 |
| Förlust  | 19–7–1 | Vicente Luque    | Submission (brabo)       | UFC 260                                            | 27 mars 2021      | 1    | 3:56 | Las Vegas, NV, USA       |                                 |